# Paramount Television (1967-2006)
A Paramount Television foi a divisão de produção televisiva do estúdio de cinema estadunidense Paramount Pictures entre 1967 e 2006. 
Produziu inúmeros programas televisivos de sucesso, como Cheers, Frasier, Happy Days, JAG e a franquia televisiva Star Trek.
Foi renomeada para CBS Paramount Television em 17 de janeiro de 2006 devido à divisão da Viacom, passando para o controle da CBS Corporation.

## História

### Desilu.Productions
A Desilu Productions era uma produtora estadunidense fundada e co-propriedade do casal Desi Arnaz e Lucille Ball, mais conhecida por programas como I Love Lucy, Star Trek e The Untouchables. Até 1962, Desilu era a segunda maior produtora independente de televisão nos EUA, atrás da Revue Productions da MCA Inc. até a MCA comprar a Universal Pictures, e a Desilu se tornou e permaneceu a produtora independente número um até ser vendida em 1967.  Ball e Arnaz possuíam em conjunto a participação majoritária na Desilu desde a sua criação até 1962, quando Ball comprou a participação de Arnaz e administrou a empresa sozinha por vários anos. Ball conseguiu tornar a Desilu lucrativa novamente em 1967, quando ela vendeu suas ações da Desilu para a Gulf+Western por US$ 17 milhões. A Gulf+Western então transformou a Desilu no braço de produção televisiva da Paramount Pictures, renomeando a empresa como Paramount Television.

### Envolvimento inicial da Paramount com televisão
A Paramount Television Network foi um empreendimento da Paramount Pictures para organizar uma rede de televisão no final da década de 1940. A empresa detinha as emissoras de TV KTLA em Los Angeles e WBBM-TV em Chicago; também investiu US$ 400.000 na DuMont Television Network, que operava as estações WNYW em Nova York, WTTG em Washington, D.C. e KDKA-TV em Pittsburgh. As crescentes disputas entre a Paramount e a DuMont sobre quebras de contrato, controle da empresa e competição de rede surgiram regularmente entre 1940 e 1956 e culminaram no desmantelamento da DuMont Network. O historiador de televisão Timothy White chamou o confronto entre as duas empresas de "um dos episódios mais infelizes e dramáticos do início da história da indústria da televisão".
A Paramount Television Network exibiu vários programas, incluindo a série infantil Time for Beany, vencedora do Emmy. Filmado em Hollywood, os programas foram distribuídos para uma rede de emissoras nos Estados Unidos. A rede assinou acordos de afiliação com mais de 50 estações de televisão em 1950; apesar disso, a maioria das séries da Paramount não foi amplamente vista fora da Costa Oeste. A Comissão Federal de Comunicações (FCC), que entrou com uma ação contra a Paramount por violações antitruste, impediu o estúdio de adquirir estações de televisão adicionais. Os executivos da Paramount acabaram por desistir da ideia de uma rede de televisão e continuaram a produzir séries para outras redes.
A Paramount Pictures fez algumas tentativas em meados da década de 1950 para produzir séries sob a bandeira Telemount (Television + Paramount). O primeiro, Cowboy G-Men, foi um esforço conjunto com a Mutual Broadcasting para distribuição. A segunda, Sally, estrelada por Joan Caulfield, foi uma série de curta duração na NBC durante a temporada de 1957-58. A cadeia de cinemas United Paramount Theatres, desmembrada em 1949, comprou o controle da ABC e, devido a exigências legais, vendeu a WBKB-TV (agora WBBM-TV) para a CBS.
Outra tentativa da Paramount ficou conhecida como Paramount Pictures Television. Uma das séries foi Destination Space, um piloto para uma série que nunca decolou, produzida em associação com a CBS Television Network em 1959.

### A década de 1960
Em 1966, a Paramount estava à beira da falência, quando o estúdio foi comprado pela Gulf+Western. A essa altura, a Paramount havia se distanciado em grande parte da televisão, tendo parado a produção de seus primeiros programas, fechado suas redes de TV e vendido as emissoras que possuía. Também vendeu a maior parte da primeira metade de seu acervo de filmes da era do som, principalmente obras anteriores a 1950, para empresas como EMKA, Ltd. - uma subsidiária integral da MCA (agora parte da Universal Pictures), UM.&M. TV Corporation (a maioria dos curta-metragens lançados até setembro de 1950; agora parte da Melange Pictures, de propriedade da Paramount), Associated Artists Productions (desenho Popeye; agora parte das unidades Turner Entertainment e Warner Bros. da Warner Bros. Discovery), Harvey Films (a maioria dos curtas lançados entre setembro de 1950 e março de 1962; agora também de propriedade da Universal Pictures, que comprou a DreamWorks Classics e sua controladora , DreamWorks Animation em 2016) e National Comics Publications (desenhos do Superman; mais tarde DC Comics, agora também de propriedade da Warner Bros. Discovery).

### Venda e rebatismo
Em 1967, a Gulf+Western de Charles Bluhdorn trouxe a Desilu, que se fundiu com a Paramount, que era vizinha da Desilu desde o fechamento da RKO Pictures. A venda resultou na reincorporação da Desilu como Paramount Television em dezembro daquele ano. Os três lotes da Desilu – o original RKO Studios e dois locais de Culver City – foram incluídos na venda, mas o Departamento de Justiça forçou Bluhdorn a vender os Culver Studios para evitar um monopólio. O velho globo RKO ainda está no lugar na esquina da Gower e Melrose no lote da Paramount.
A primeira produção PTV a estrear após a reincorporação foi Here's Lucy. No entanto, a Paramount produziu apenas a primeira temporada, vendendo sua participação no programa para Ball após o final da temporada. Ao longo disso, a Paramount iniciou boas relações com a ABC, permitindo-lhe produzir vários shows nas décadas de 1960 e 1970, com The Brady Bunch e The Odd Couple se tornando os maiores sucessos do estúdio.
Em 1971, Douglas S. Cramer, que atuou como vice-presidente responsável pela produção do estúdio, saiu, para iniciar sua produtora afiliada à Columbia Pictures e Screen Gems. Em 1972, Thomas Miller, que era vice-presidente de desenvolvimento de programação, e Edward Milkis, que era responsável pela pós-produção, deixaram a Paramount Television para iniciar sua própria produtora Miller/Milkis Productions com um acordo de desenvolvimento conjunto com estúdio. Happy Days seria um sucesso tanto para o estúdio quanto para Miller/Milkis, com séries derivadas subsequentes que serviram para lançar uma franquia. Em 1977, Gary Nardino tornou-se então presidente do estúdio.
A Gulf+Western tinha planos de lançar uma rede de televisão no final da década de 1970, a Paramount Television Service, com uma nova série Star Trek como carro-chefe da rede. Esses planos foram descartados e Star Trek: Phase II foi retrabalhado em Star Trek: The Motion Picture.
Em 1979, Terry Keegan, funcionário da Paramount, juntou-se a Arthur Fellows para lançar uma produtora afiliada à Paramount, The Fellows/Keegan Company, que funcionou até 1983, quando passou a fechar acordos alternativos com o estúdio. Em 1983, Gary Nardino deixou a empresa para iniciar seu próprio estúdio afiliado à Paramount, Gary Nardino Productions, que permaneceriam juntos por seis anos até 1989.
Em 1984, o ex-produtor da MGM Leonard Goldberg juntou-se à Paramount para servir para fornecer um acordo de produção com o estúdio através da Mandy Films. Em 1986, Eddie Murphy, que teve sucesso estrelando filmes para o próprio estúdio de cinema da Paramount, lançou a Eddie Murphy Television Enterprises com um acordo com a Paramount Television para seus próprios projetos. Em 1988, Murphy assinou um contrato com a CBS para desenvolver seus projetos de TV.

### Novos proprietários e expansão da biblioteca
Em 1989, a Gulf+Western foi renomeada como Paramount Communications, em referência ao principal ativo da empresa, a Paramount Pictures (cujo nome também foi usado para a empresa como um todo). Essa empresa foi vendida para a Viacom em 1994. Em 1990, a Paramount assinou com Arsenio Hall um contrato de produção exclusiva de vários anos para projetos de cinema e televisão e deixou seu talk show ser renovado até 1994.
A fusão com a Viacom também deu à Paramount um acervo de televisão mais robusto, já que a Viacom também tinha unidades de produção e distribuição de televisão antes da aquisição da Paramount. A empresa de distribuição, Viacom Enterprises (que distribuiu antigos programas da CBS, entre outros programas), foi incorporada à Paramount Domestic Television, enquanto a empresa de produção Viacom Productions (conhecida na época por suas co-produções com Fred Silverman e Dean Hargrove), continuou como uma divisão da PTV até 2004.
O primeiro grande sucesso da Viacom Productions a estrear depois de se tornar uma divisão da PTV foi Sabrina, the Teenage Witch, baseada na  história em quadrinhos de mesmo nome da Archie Comics. Estrelando Melissa Joan Hart como personagem principal, a série durou quatro temporadas na ABC e três na The WB entre 1996 e 2003.
Em 1995, a Paramount fechou um acordo de programação com a Procter & Gamble por um período de três anos. Também se expandiu com uma parceria de prioridade com a NBC para obter seus projetos criados pela parceria naquele ano. Também naquele ano, firmou uma parceria com a Fox Broadcasting Company para lançar uma parceria conjunta com a Television Production Partners para ajudá-los a divulgar seus projetos, incluindo também o apoio dos parceiros de produção da Fox.
Em 1994, o Paramount Television Group e a MTV Productions assinaram um acordo para desenvolver projetos encomendados pela MTV, e deram à Paramount o direito de preferência em projetos desenvolvidos pelo canal. Para a temporada de 1997-98, a Paramount Network Television colaborou com a MTV Productions, subsidiária da Viacom, para produzir a comédia da NBC Jenny, a comédia Hitz da UPN, então emissora-irmã da MTV, e o drama da WB Three, mas nenhum deles obteve sucesso além de sua primeira temporada.
Em 1996, o produtor Barry Kemp assinou um contrato de vários anos com a Paramount para produzir seus projetos sob a bandeira Bungalow 78 Productions, e tinha planos para um compromisso de 13 episódios de série de TV para a CBS. A Paramount então mudou de ideia, junto com Kemp, para entregar o projeto à Warner Bros. Television com os novos showrunners Ed Decter e John J. Strauss à frente do projeto.
Em 1999, a Viacom adquiriu a totalidade do Spelling Entertainment Group, que incluía a Spelling Television, a Big Ticket Entertainment, a Worldvision Enterprises, a Republic Pictures e os direitos do acervo da Rysher Entertainment. Também em 1999, Steven Bochco, sendo atraído pela CBS, foi recrutado pela Paramount Television para um acordo de produção/distribuição. Em 2003, a Big Ticket foi absorvida pela Paramount, mas continuou a ser usada como um selo. No final de 2005, a Spelling Television demitiu seus funcionários, fazendo a transição de um estúdio separado para um selo dentro da Paramount Television.

### Lançamento da UPN e aquisição da CBS pela Viacom
Em janeiro de 1995, a Paramount finalmente lançou uma rede de televisão, a United Paramount Network, ou UPN, que mais tarde se fundiu com a The WB da Time Warner para formar a The CW. A PTV produziu a maior parte das séries exibidas na UPN, incluindo o primeiro programa já exibido na rede, Star Trek: Voyager. A UPN tornou-se 100% de propriedade da Viacom em 2000, depois que a Chris-Craft vendeu sua participação (suas estações de televisão foram vendidas para a News Corporation). Junto com Voyager, os programas PTV de maior sucesso na UPN foram One on One, Star Trek: Enterprise e Girlfriends.
Em 2000, a Viacom adquiriu a CBS, que havia desmembrado a Viacom em 1971. A PTV começou a produzir mais programas exibidos na CBS. A CBS e a Paramount já tinham feitos parcerias, como a série JAG, Becker estrelando o veterano de Cheers Ted Danson, e Nash Bridges, aquirida a partir da Rysher Entertainment. A maioria das novas séries da PTV que estreou na CBS após a fusão não obtiveram muito sucesso, incluindo Bram & Alice e Out of Practice, estrelada pelo veterano de Happy Days Henry Winkler. No entanto, quatro dessas séries se tornariam sucessos: os derivados de JAG NCIS, Numb3rs, Criminal Minds e Ghost Whisperer, sendo as duas últimas co-produções com a Touchstone Television, que mais tarde se tornou a ABC Studios. Todas as quatro séries continuariam sob a CBS Paramount Television e mais tarde CBS Television Studios, com apenas NCIS e Criminal Minds ainda no ar (ambos também tiveram seus próprios spin-offs, com sucesso variado).
Em 2004, foi fundida com a CBS Productions para formar uma nova Paramount Network Television, que produziria todos os novos programas para a CBS. A CBS Productions foi extinta em setembro de 2004, sendo incorporada à Paramount Network Television, embora o logotipo da CBS Productions continuasse a ser usado em co-produções mais antigas exibidas na rede de televisão CBS até 2006, tornando-se um selo meramente nominal.

### Sob controle da CBS Corporation
No final de 2005, a Viacom se dividiu em duas empresas completamente separadas, uma das quais se chamava CBS Corporation, a outra mantendo o nome Viacom. Apesar da Paramount Pictures ser propriedade da nova Viacom, a CBS herdou a Paramount Television, bem como o direito de manter o nome Paramount. Em 16 de janeiro de 2006, a Paramount Network Television foi renomeada para CBS Paramount Network Television.

Logotipo da CBS Paramount Television (2006-2009).

A empresa sobreviveu como CBS Paramount Television por três anos. No entanto, a CBS começou a eliminar gradualmente o nome Paramount já em 2007, quando o braço de distribuição para os Estados Unidos foi fundido com a King World Productions, comprada pela CBS pouco antes da fusão da Viacom, para formar a CBS Television Distribution. O braço internacional da PTV foi fundido com a CBS Broadcast International em 2004, dois anos antes da divisão CBS/Viacom, para formar a CBS Paramount International Television.
Em 2009, a CBS anunciou discretamente que o nome Paramount seria retirado da empresa principal (CBS Paramount Television), de seu braço de produção (CBS Paramount Network Television) e do seu braço internacional, com os dois últimos sendo renomeados CBS Television Studios e CBS Studios International, respectivamente. Com essas transações, o envolvimento da Paramount na televisão – pelo menos no nome apenas desde 2006 – chegou ao fim após 70 anos, quando as emissoras de TV que mais tarde se tornaram KTLA e WBBM foram fundadas. A Paramount foi o primeiro grande estúdio de Hollywood a se envolver com a televisão. Quando a CBS Paramount Television foi renomeada para CBS Television Studios, a Paramount Pictures uniu forças com a Trifecta Entertainment & Media na distribuição dos catálogos de filmes da Paramount e Republic para a televisão.
Em 2013, a Viacom e a Paramount Pictures relançariam um estúdio de TV com o nome de Paramount Television, atualmente Paramount Television Studios. Em 2019, a Viacom e a CBS Corporation se reuniram para formar a ViacomCBS, que alterou seu nome para Paramount Global em 2022.